# Pedro Soares
Pedro Soares [Pedru Suariš], (* 10. srpen 1974 Amadora, Portugalsko) je bývalý reprezentant Portugalska v judu.

## Sportovní kariéra
Urostlý, fyzicky dobře vybavený Soares patřil v polovině 90. let k nejlepším evropským judistům. Byl součástí první vlny mezinárodně úspěšných portugalských zápasníků judo.
V roce 1996 se účastnil olympijských her v Atlantě. V prvním kole znepříjemnil návrat domů zkušenému Němci Knorrekovi. V polovině zápasu ho hodil technikou aši-waza na ippon. Ve druhém kole porazil Kubánce Sáncheze, ale ve čtvrtfinále prohrál s největším favoritem Polákem Nastulou. V opravách ho do boje o bronz nepustil Maďar Antal Kovács.
V roce 2000 se kvalifikoval na své druhé olympijské hry v Sydney. Prohrál ve druhém kole s pozdějším finalistou Kanaďanem Gillem. V opravách nestačil na Nizozemce Sonnemanse.
Po úspěšné sezoně 2002 musel kvůli přetrvávajícím zdravotním problémům předčasně ukončit vrcholovou kariéru.

## Výsledky
| Turnaj                               | 1992 | 1993 | 1994 | 1995 | 1996 | 1997 | 1998 | 1999 | 2000 | 2001 | 2002 |
| ------------------------------------ | ---- | ---- | ---- | ---- | ---- | ---- | ---- | ---- | ---- | ---- | ---- |
| Olympijské hry                       | dns  | -    | -    | -    | úč.  | -    | -    | -    | úč.  | -    | -    |
| Mistrovství světa                    | -    | úč.  | -    | úč.  | -    | dns  | -    | úč.  | -    | dns  | -    |
| Mistrovství Evropy + bez rozdílu vah | dns  | úč.  | 7.   | 3.   | 2.   | 5.   | dns  | úč.  | 5.   | dns  | 2.   |
| Mistrovství Evropy + bez rozdílu vah | dns  | dns  | úč.  | dns  | dns  | dns  | dns  | dns  | dns  | dns  | 3.   |
| MS juniorů                           | ?    | -    | úč.  | -    | -    | -    | -    | -    | -    | -    | -    |
| ME juniorů                           | 7.   | úč.  | 1.   | -    | -    | -    | -    | -    | -    | -    | -    |